# Moschus cupreus
Moschus cupreus är ett partåigt hovdjur i familjen myskhjortar som först beskrevs av Grubb 1982. Populationen listades efter beskrivningen som underart till Himalayamyskdjur (Moschus chrysogaster) men sedan början av 2000-talet godkänns den som art.

## Utseende
Arten blir 85 till 100 cm lång (huvud och bål) och väger 12 till 17 kg. Pälsen är på ovansidan huvudsakligen gråbrun och på ryggens topp finns en kopparfärgad sadel. Dessutom förekommer ljusa punkter på ovansidan som är tydligare än hos andra myskhjortar. Hos Moschus cupreus är kruppan mörkgrå men stjärthalvorna är ljusare. Strupen, buken och de nedre delarna av armar och ben är täckt av ljusgrå päls. Även huvudet är grå och när ögonringar förekommer så är de bara lite ljusare. Öronen är i mitten bruna och vid basen samt vid kanterna vita.

## Utbredning och habitat
Denna myskhjort förekommer i nordöstra Afghanistan och i regionen Kashmir (Pakistan och Indien). Informationer om arten kommer främst från regionens jägare. De berättade att djuret oftast vistas i blandskogar. Allmänt antas att Moschus cupreus lever i samma habitat som Himalayamyskdjur och att den har samma föda. Den lever huvudsakligen i bergstrakter som ligger 2500 till 3100 meter över havet men ibland når den 4000 respektive 1500 meters höjd.

## Status
Arten jagas liksom andra myskhjortar för olika kroppsdelars skull. Köttet används som mat, andra kroppsdelar används i den traditionella asiatiska medicinen och mysk från körtlarna förarbetas till parfym. IUCN listar arten som starkt hotad (EN).